# سبويلرون

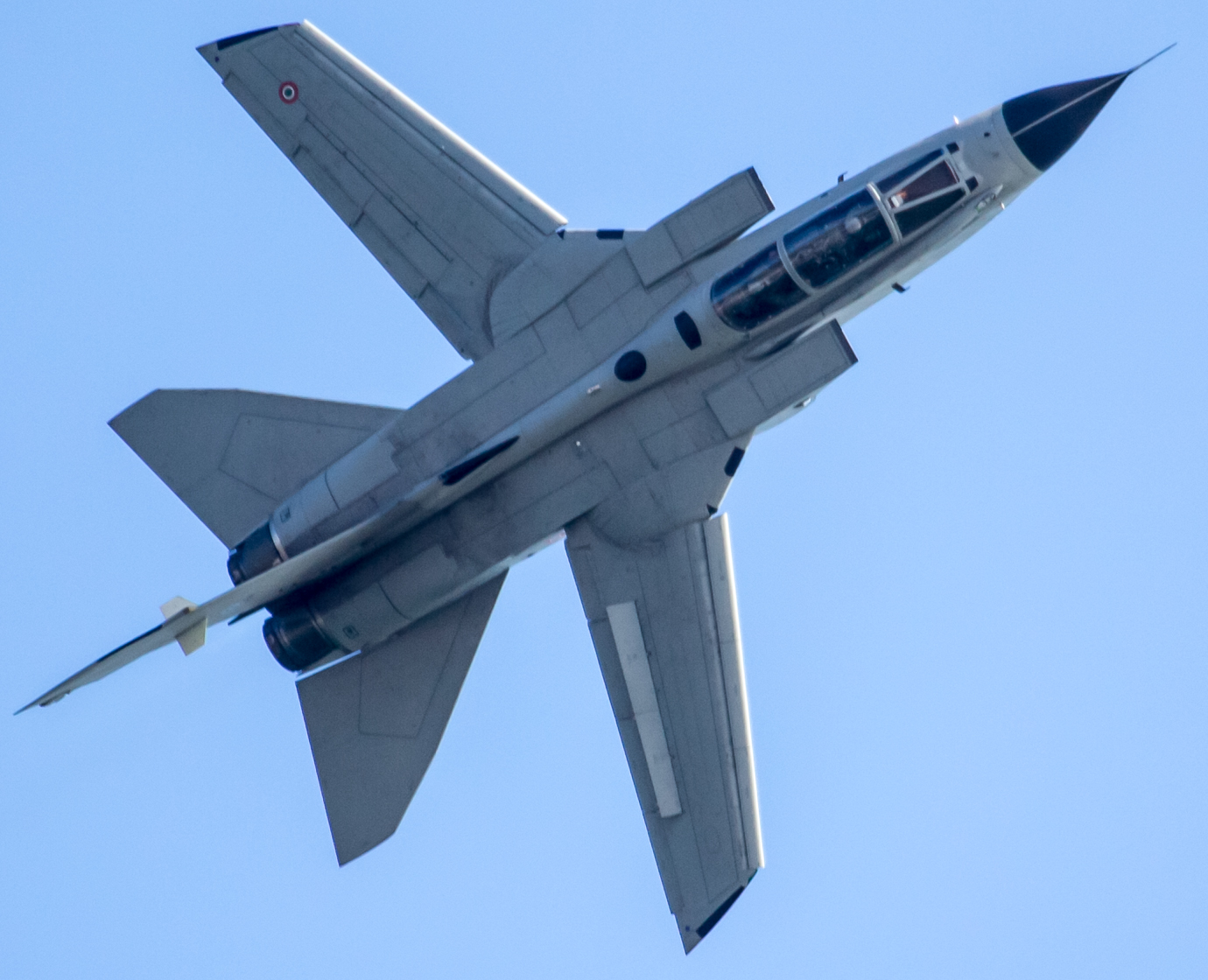
طائرة تورنادو تابعة للقوات الجوية الإيطالية في معرض روما الجوي الدولي 2014

في علم الطيران، سبويلرون (spoilerons) المعروف أيضًا باسم «سبويلر إيلرون» (spoiler ailerons) أو «سبويلر التدحرج» (roll spoilers) هي مثبط رفع يمكن استخدامه بشكل غير متماثل كأسطح تحكم في الطيران لتوفير التحكم في التدحرج. يتم استخدامها في المواقف التي يؤدي فيها عمل الجنيح (إيلرون) إلى حدوث انحناء مفرط للجناح على جناح مرن للغاية أو إذا كانت القلابات ذات الامتداد العريض تمنع التحكم المناسب في لفة الجنيح.

## التشغيل
يقوم السبويلرون بتدوير الطائرة عن طريق تقليل رفع الجناح المتجه لأسفل. على عكس الجنيحات، فإن السبويلرون لا يزيد من رفع الجناح الصاعد. يزيد السبويلرون المرتفع من مقاومة الجناح عندما يتم نشره، مما يتسبب في انحراف الطائرة. يمكن استخدام السبويلرون لمساعدة الجنيح أو لاستبدالها بالكامل، كما هو الحال في بي-52 جي التي تتطلب قسمًا إضافيًا للسبويلرون بدلاً من الجنيحات الموجودة في طرز بي-52 الأخرى.

## استعمال
كان الاستخدام المبكر للمفسدين الذي يزيد من الجنيحات الصغيرة، والمعروف باسم جنيحات التوجيه، في المقاتلة الليلية نورثروب بي-61 بلاك ويدو. يسمح المفسدون برفوف واسعة النطاق لسرعة هبوط أقل.
كان لدى بي-52 ستراتوفورتريس أيضًا أجنحة تعمل على زيادة الجنيحات الصغيرة، والمعروفة باسم الجنيحات المحسس. قدمت هذه الجنيحات قوى التحكم للطيار. لا يحتوي بي-52 جي على جنيحات. يتم استخدام المفسدين، الموجود في الداخل وأمام الحافة الخلفية، للتحكم الجانبي بسرعات عالية لمنع الالتواء المفرط للجناح.
يحتوي ميتسوبيشي إم يو-2 على اللوحات ذات الفتحات المزدوجة التي تشغل كامل طول الجناح، ولا تترك مجالًا للجنيحات. مثل بي-52 لديها أجنحة بالقرب من مركز الجناح. 
تشتمل عائلة طائرات رجال الأعمال ميتسوبيشي دايموند جيت وبيتش جيت وهوكر 400 على أجنحة طويلة تعمل أيضًا كمفسدين للسرعة أثناء الطيران والهبوط.
طائرة أخرى ذات اللوحات ذات الفتحات المزدوجة بطول كامل هي رين 460. للتغلب على انحرافات الجنيح الكبيرة بسرعات منخفضة، كان لديها مجموعة من 5 ألواح سحب ريشية أمام كل جنيح للتغلب على انحراف الجنيح المعاكس وتقليل الرفع على الجناح المنخفض.
تمتلك طائرات بوينغ النفاثة وتوبوليف تو 154 مفسدين سريع المفعول. إنها تتضاعف كمفسدات تساعد الجنيحات عندما يأمر الطيار بمعدل لفة مرتفع. يمكن ملاحظة ذلك أثناء التشغيل عندما يقاوم الطيار الرياح المتقاطعة أثناء الهبوط. 

## بحث
توجد العديد من جهود البحث والتطوير التكنولوجي لدمج وظائف أنظمة التحكم في طيران الطائرات مثل الجنيحات والمصاعد والمصاعد واللوحات والأجنحة والمفسدين في أجنحة لأداء الغرض الديناميكي الهوائي مع أهداف تقليل الكتلة والتكلفة والسحب والقصور الذاتي (من أجل استجابة تحكم أسرع وأقوى)، وتعقيد (أبسط ميكانيكيًا، وأجزاء أو أسطح متحركة أقل، وصيانة أقل)، ومقطع الرادار العرضي للتخفي. تشمل التطبيقات المتوقعة العديد من المركبات الجوية غير المأهولة والطائرات المقاتلة من الجيل السادس. نهجان واعدان هما: الأجنحة المرنة. وفلويديك. 

### أجنحة مرنة
في الأجنحة المرنة، يمكن أن يغير جزء كبير من سطح الجناح أو كله شكله أثناء الطيران لعكس تدفق الهواء. طائرةإكس-53 ذت الجناح الهوائي المرن النشط كانت أحد مجهودات ناسا. الجناح المتوافق التكيفي هو جهد عسكري وتجاري.

### موائع
في الموائع، تحدث القوى في المركبات عن طريق التحكم في الدوران، حيث يتم استبدال الأجزاء الميكانيكية الأكبر والأكثر تعقيدًا بأنظمة فلويديك أصغر (فتحات تنبعث منها تدفقات الهواء) حيث يتم تحويل القوى الأكبر في السوائل بواسطة نفاثات أصغر أو تدفقات السوائل بشكل متقطع، للتغيير اتجاه المركبات. في هذا الاستخدام، تعد السوائل بكتلة أقل، وتكاليف أقل (تصل إلى 50٪ أقل)، وأوقات خمول واستجابة منخفضة جدًا، وبساطة. 